# Sultanato Jalaírida
O Sultanato Jalaírida (em persa: جلایریان) foi um sultanato mongol que existiu no território do atual Irã e partes do Iraque.

## Sultões
- Haçane Buzurgue (r. 1336–1356)
- Avais I (r. 1356–1374)
- Xeique Haçane Jalair (r. 1374)
- Huceine (r. 1374–1382)
- Baiazide (r. 1382–1383)
- Amade Jalair (r. 1382–1410)
- Ualade (r. 1410–1411)
- Mamude (sob tutela de Tandu Catum) (r. 1411–1415)
- Uvais II (r. 1415–1421)
- Maomé (r. 1421–1422)
- Mamude (r. 1422–1424)
- Huceine (r. 1424–1432)